# Свенскёйа
Све́нскёйа, Шве́дский (норв. Svenskøya) — остров на востоке Шпицбергена, второй после соседнего Конгсёйа по величине и самый западный в Земле Короля Карла. 
Отделён от островов Эдж и Баренца проливом Ольги, от Северо-Восточной Земли проливом Эрик-Эриксен. 
Входит в состав заповедника Нордауст-Свальбард, высадка на остров строго запрещена.